# Live a Live
Live a Live (ライブ・ア・ライブ Raibu A Raibu, LIVE A ∃VI」<EVIL>?) är ett rollspel utvecklat av Square till SNES och i Japan.  Eftersom spelet inte översattes till engelska officiellt, har detta i stället skett genom diverse privatöversättningar.
Spelet består av diverse olika så kallade "kapitel", baserade på olika genrer, som> western, science fiction och mecha. 
Kapitlen utspelar sig bland annat i det feodala Japan, gamla Kina, Vilda västern, förhistorisk tid, Medeltiden samt i nutiden och framtiden.

### Fotnoter
1. ↑  Lada, Jenni (1 februari 2008). ”Important Importables: Best SNES role-playing games”. Gamer Tell. Arkiverad från originalet den 30 juli 2012. https://web.archive.org/web/20120730051541/http://www.technologytell.com/gaming/29674/important-importables-best-snes-rpgs/. Läst 2 maj 2014.